# John Vernon Harrison
John Vernon Harrison (1892-1972) est un géologue structuraliste, explorateur et cartographe britannique.

## Biographie

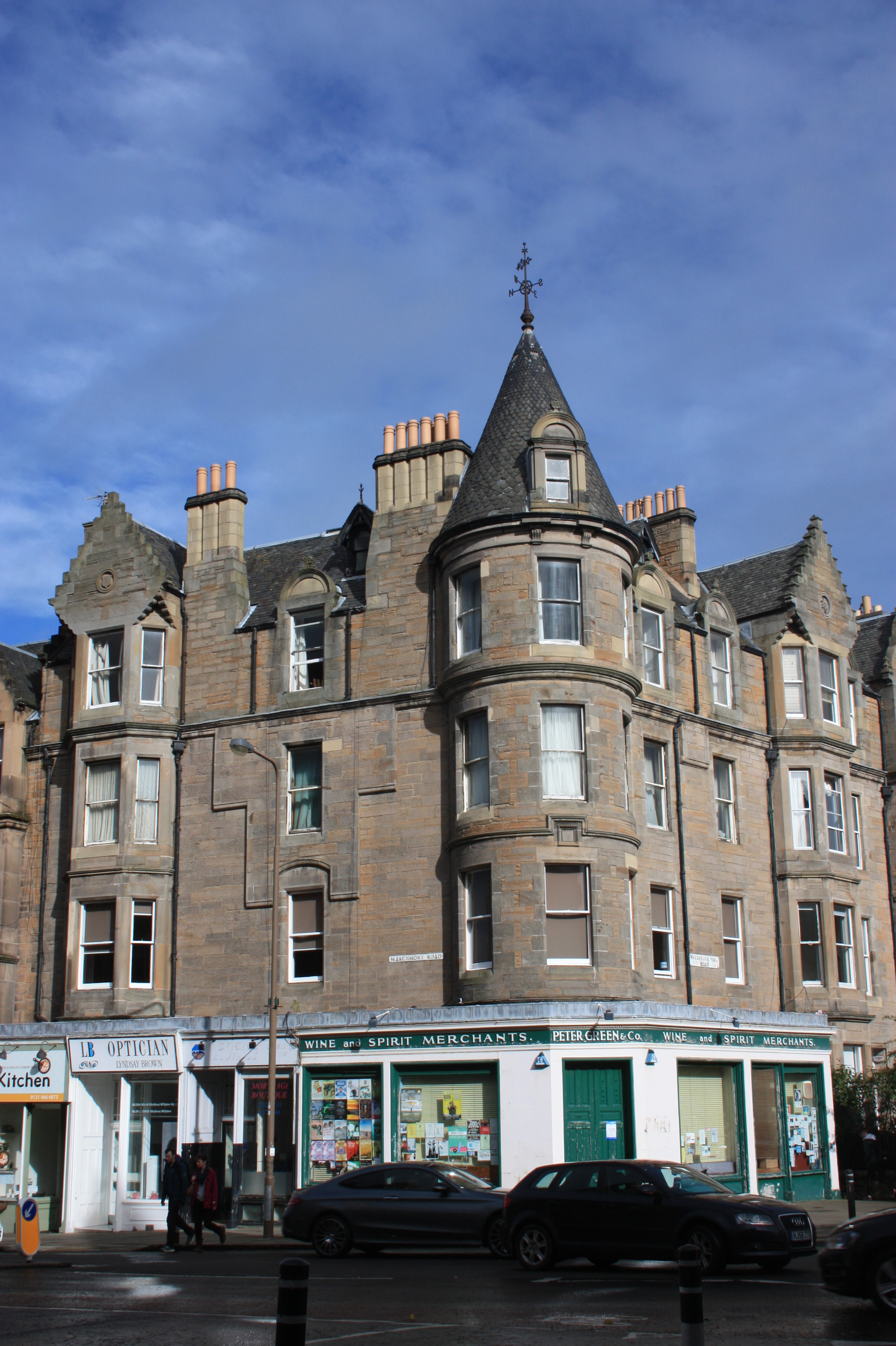
37 Warrender Park Road, Édimbourg

Il est né de parents britanniques à Bloemfontein en Afrique du Sud le 16 mars 1892, fils de John Frederick Harrison, un ingénieur civil. Sa famille retourne en Écosse dans sa petite enfance, vivant dans un appartement au 37 Warrender Park Road à Marchmont à Édimbourg et il fréquente le George Watson's College. Déménageant à Glasgow vers 1905, la famille vit d'abord au 32 Hamilton Park Terrace puis au 34 Rowallan Gardens à Partick, une agréable maison mitoyenne. À Glasgow, il fréquente l'école Allan Glen. En 1910, il commence à étudier les sciences à l'Université de Glasgow. Il remporte de nombreux prix, dont la médaille Joseph Black et le prix George Roger Muirhead de chimie. Il est particulièrement influencé par son professeur de géologie, le professeur John Walter Gregory. Il obtient un baccalauréat ès sciences avec distinction en 1914 .
Il commence sa carrière comme chimiste des explosifs. Mais son inexpérience le conduit à un service plus standard pendant la Première Guerre mondiale, au cours de laquelle il est lieutenant dans les Royal Engineers en Mésopotamie. En 1918, il est transféré à l'Anglo-Persian Oil Company pour travailler comme géologue en relation avec les approvisionnements en carburant. Il reste dans ce poste après la fin de la guerre, travaillant principalement en Perse et en Irak, et étant responsable de l'approvisionnement de nombreux champs pétrolifères encore en production aujourd'hui. Au cours de cette période, il cartographie une zone de 30 000 miles carrés dans la chaîne de montagnes Zagros. Dans les années 1930, il est très demandé de la Chine à l'Amérique du Sud. En 1938 l'université d'Oxford lui offre un poste de chargé de cours en géologie structurale, étant considéré comme le plus grand expert dans son domaine. En 1931, l'université de Glasgow lui décerne un doctorat honorifique (DSc). En 1934, il est élu membre de la Royal Society of Edinburgh avec comme proposants John Smith Flett, Edward Battersby Bailey, Murray Macgregor et William McLintock .
Il s'enrôle dans les réserves de l'armée au début de la Seconde Guerre mondiale et est appelé à travailler comme géologue pour l'Amirauté en 1943.
En 1961, la Société géologique de Londres lui décerne sa médaille Lyell pour ses contributions exceptionnelles à la géologie.
Il prend sa retraite en 1959 et est décédé à Oxford le 30 juillet 1972.